# Alise-Sainte-Reine
Alise-Sainte-Reine és un municipi francès, situat al departament de la Costa d'Or i a la regió de Borgonya - Franc Comtat. L'any 2007 tenia 660 habitants.
L'enclavament arqueològic de l'antiga Alèsia gal·la es troba dins del seu territori municipal.

## Demografia

### Població
El 2007 la població de fet d'Alise-Sainte-Reine era de 660 persones. Hi havia 169 famílies, de les quals 48 eren unipersonals (28 homes vivint sols i 20 dones vivint soles), 73 parelles sense fills, 44 parelles amb fills i 4 famílies monoparentals amb fills.
La població ha evolucionat segons el següent gràfic:
Habitants censats

### Habitatges
El 2007 hi havia 227 habitatges, 170 eren l'habitatge principal de la família, 36 eren segones residències i 21 estaven desocupats. 219 eren cases i 8 eren apartaments. Dels 170 habitatges principals, 147 estaven ocupats pels seus propietaris, 13 estaven llogats i ocupats pels llogaters i 10 estaven cedits a títol gratuït; 1 tenia una cambra, 4 en tenien dues, 20 en tenien tres, 59 en tenien quatre i 86 en tenien cinc o més. 109 habitatges disposaven pel capbaix d'una plaça de pàrquing. A 81 habitatges hi havia un automòbil i a 70 n'hi havia dos o més.

### Piràmide de població
La piràmide de població per edats i sexe el 2009 era:
| Homes | Edats   | Dones |
| ----- | ------- | ----- |
| 0     | 95 o +  | 8     |
| 8     | 90 a 94 | 20    |
| 12    | 85 a 89 | 36    |
| 16    | 80 a 84 | 20    |
| 16    | 75 a 79 | 20    |
| 28    | 70 a 74 | 40    |
| 20    | 65 a 69 | 24    |
| 24    | 60 a 64 | 28    |
| 28    | 55 a 59 | 12    |
| 16    | 50 a 54 | 20    |
| 20    | 45 a 49 | 24    |
| 16    | 40 a 44 | 4     |
| 28    | 35 a 39 | 28    |
| 20    | 30 a 34 | 16    |
| 12    | 25 a 29 | 8     |
| 8     | 20 a 24 | 8     |
| 8     | 15 a 19 | 8     |
| 24    | 10 a 14 | 16    |
| 4     | 5 a 9   | 24    |
| 4     | 0 a 4   | 8     |

## Economia
El 2007 la població en edat de treballar era de 351 persones, 180 eren actives i 171 eren inactives. De les 180 persones actives 173 estaven ocupades (88 homes i 85 dones) i 7 estaven aturades (4 homes i 3 dones). De les 171 persones inactives 41 estaven jubilades, 17 estaven estudiant i 113 estaven classificades com a «altres inactius».

### Ingressos
El 2009 a Alise-Sainte-Reine hi havia 170 unitats fiscals que integraven 389 persones, la mediana anual d'ingressos fiscals per persona era de 18.737 €.

### Activitats econòmiques
Dels 8 establiments que hi havia el 2007, 1 era d'una empresa de fabricació d'altres productes industrials, 1 d'una empresa de construcció, 2 d'empreses de comerç i reparació d'automòbils, 2 d'empreses d'hostatgeria i restauració, 1 d'una entitat de l'administració pública i 1 d'una empresa classificada com a «altres activitats de serveis».
Dels 2 establiments de servei als particulars que hi havia el 2009, 1 era un electricista i 1 restaurant.
L'únic establiment comercial que hi havia el 2009 era una botiga d'equipament de la llar.
L'any 2000 a Alise-Sainte-Reine hi havia 6 explotacions agrícoles.

## Equipaments sanitaris i escolars
L'únic equipament sanitari que hi havia el 2009 era un hospital de tractaments de llarga durada.
El 2009 hi havia una escola elemental.

## Poblacions més properes
El següent diagrama mostra les poblacions més properes.